# Râul Căpitanu
Râul Căpitanu este un râu din România, afluent al râului Albele. 